# سهران (میناب)
سهران، روستایی در دهستان توکهور بخش توکهور شهرستان میناب در استان هرمزگان ایران است.

## جمعیت
بر پایه سرشماری عمومی نفوس و مسکن در سال ۱۳۹۵، جمعیت این روستا برابر با ۳۰۸ نفر (۷۲ خانوار) بوده‌است.